# Arrondissement di Montreuil-sur-Mer
L'arrondissement di Montreuil-sur-Mer è un arrondissement dipartimentale della Francia situato nel dipartimento del Passo di Calais, nella regione dell'Alta Francia.

## Composizione
L'arrondissement è composto da 164 comuni raggruppati in 8 cantoni:
- Cantone di Berck
- Cantone di Campagne-lès-Hesdin
- Cantone di Étaples
- Cantone di Fruges
- Cantone di Hesdin
- Cantone di Hucqueliers
- Cantone di Le Parcq
- Cantone di Montreuil